# Enric Aguadé Sans
Enric Aguadé Sans (Reus, 25 de desembre del 1920 - Reus, 14 de gener del 2013), metge i senderista, fil d'Enric Aguadé Parés.

## Biografia
Estudià a l'institut de Reus i el 1938 va ser mobilitzat i formà part de la Lleva del Biberó, participant en la batalla de l'Ebre. Llicenciat en Medicina l'any 1947, va fer el doctorat a Madrid el mateix any, dirigit pel doctor Marañón, especialitzant-se en endocrinologia. A partir de 1948 va començar a exercir a Reus, i fins al 2004. Va reorganitzar el servei meteorològic del Centre de Lectura a partir de la seva reobertura el 1948, i publicà a la seva revista diversos articles d'aquesta temàtica. En el camp professional lluità per independitzar-se del sindicat provincial de metges de Tarragona, i aconseguí una certa autonomia quan va poder instal·lar a Reus una delegació d'aquest col·legi. Va ser un dels propulsors i mantenidors de l'Hemeroteca Mèdica de Reus, una associació que utilitzava unes sales del Centre de Lectura i que reunia els metges de Reus i de la comarca, on es rebien subscripcions de revistes mèdiques europees i americanes, per tal de mantenir al dia els coneixements professionals i publicava una revista: Acta Clínica de Hemeroteca Médica, on els metges reusencs hi feien aportacions. En el camp de l'excursionisme, l'any 1973 va entrar a formar part del Comitè Català de Senders de la Federació d'Entitats Excursionistes de Catalunya, i en va ser president durant més de 25 anys. Va ser un dels introductors del senderisme a Catalunya des del Comitè de Senders.
Per tota la seva dilatada trajectòria, el doctor Aguadé ha estat guardonat amb múltiples distincions, com les insígnies d'or de la Diputació de Tarragona, de la Federació d'Entitats Excursionistes de Catalunya, i del Col·legi Oficial de Metges de Tarragona, la medalla de plata de la Ciutat de Reus, la medalla de Forjador de la Història Esportiva de Catalunya, el premi Humanisme i esport de Barcelona. També el trofeu de la Federación Española de Montaña pels seus 25 anys de dedicació als Senders de gran recorregut, la Creu de Sant Jordi (2000) i el 2003 el premi de Medi Ambient.
Enric Aguadé Sans morí el 14 de gener del 2013, als 92 anys, a l'Hospital Universitari Sant Joan de Reus.